# Hippotion commatum
Hippotion commatum är en fjärilsart som beskrevs av Rothschild och Jordan 1915. Hippotion commatum ingår i släktet Hippotion och familjen svärmare. Inga underarter finns listade i Catalogue of Life.